# São João Evangelista
São João Evangelista là một đô thị thuộc bang Minas Gerais, Brasil. Đô thị này có diện tích 478,82 km², dân số năm 2007 là 15686 người, mật độ 32,7 người/km².